# J·P·曼諾克斯
J·P·曼諾克斯（Jean-Paul Christophe "J.P." Manoux，1969年6月8日—）是美國的一位演員、配音演員、電視節目主持人和喜劇演員。他是迪士尼頻道眾多節目的主持人，並且出演電玩特工等電視劇。